# Casinaria punctura
Casinaria punctura är en stekelart som beskrevs av Maheshwary och Gupta 1977. Casinaria punctura ingår i släktet Casinaria och familjen brokparasitsteklar. Inga underarter finns listade.